# Joseph Breitkopf-Cosel

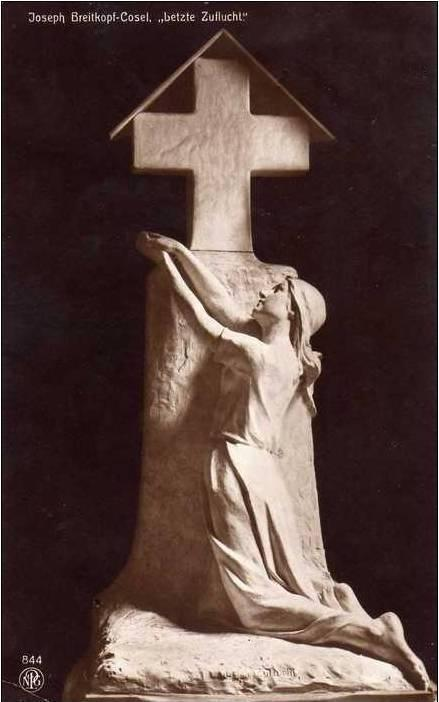
Joseph Breitkopf-Cosel: Letzte Zuflucht

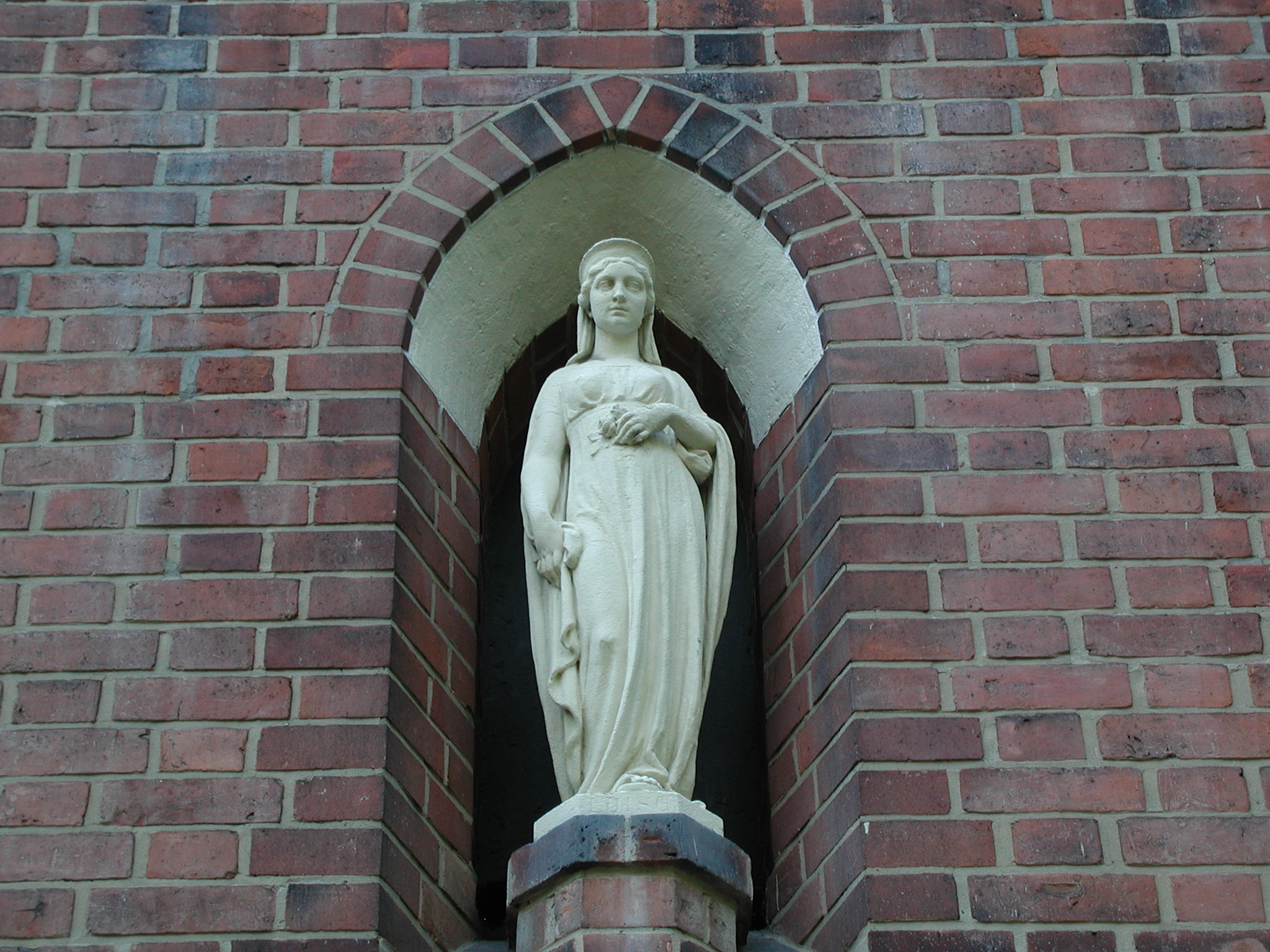
Joseph Breitkopf-Cosel: Königin Luise-Statue über Hauptportal der Königin-Luise-Kirche in Berlin, 1913

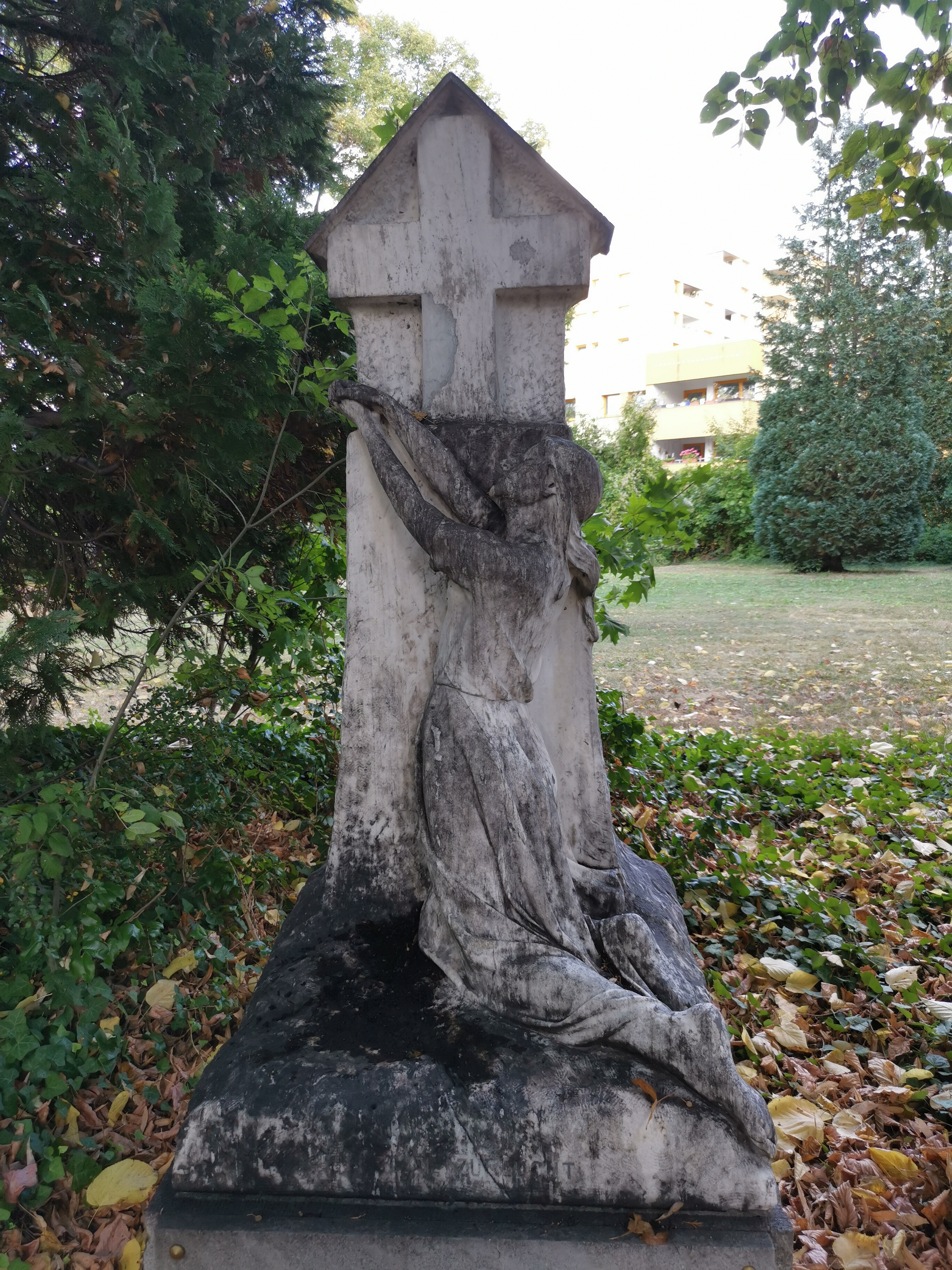
Grab dem St.-Matthias-Friedhof in Berlin-Tempelhof, Abt. 15

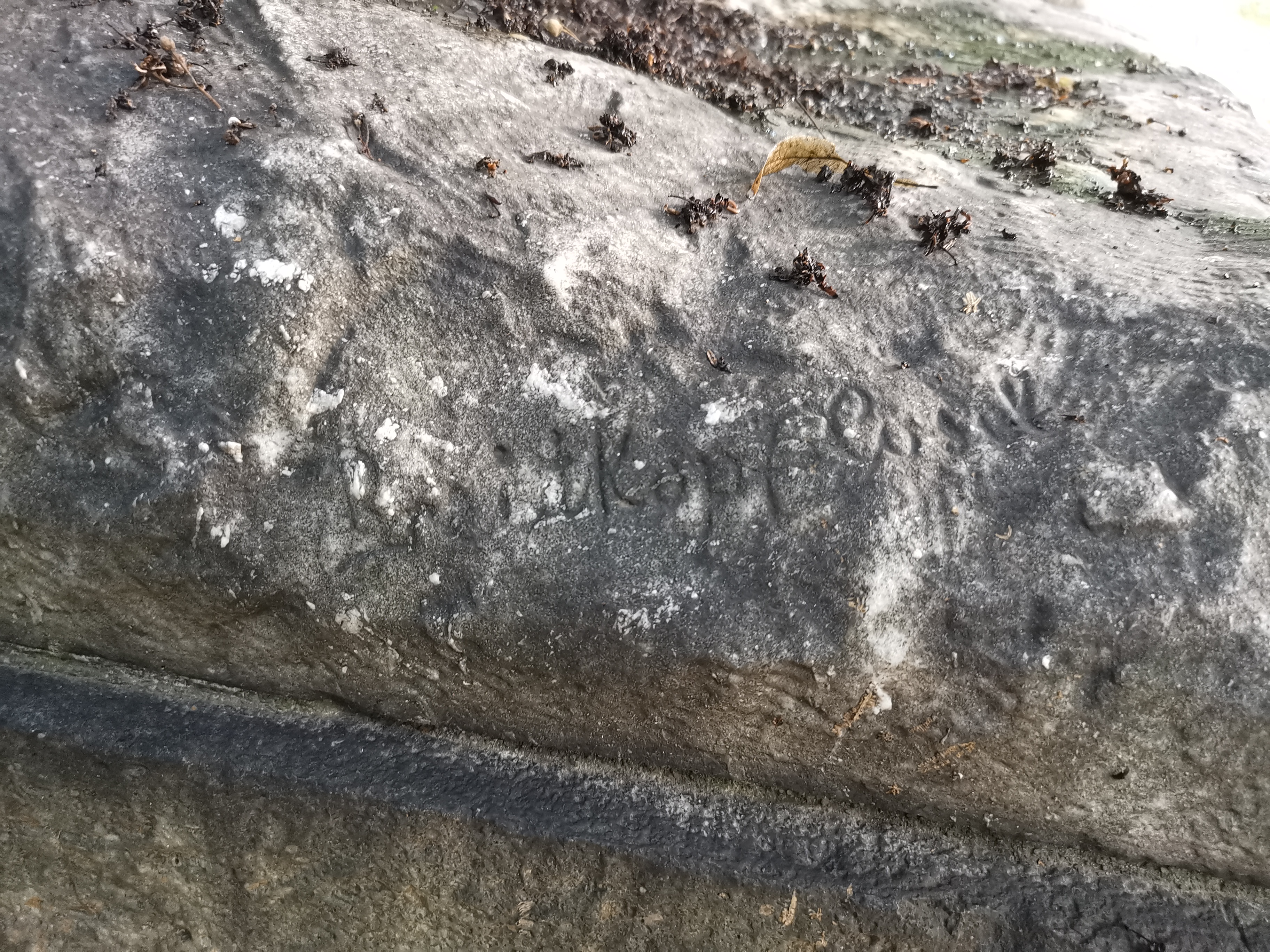
Signatur Joseph Breitkopf-Cosel am Grab "Letzte Zuflucht"

Joseph Breitkopf-Cosel (* 19. Juli 1866 in Borislawitz, Landkreis Cosel, Provinz Schlesien; † 18. Juli 1927 in Berlin) war ein deutscher Bildhauer und Professor in Berlin.

## Leben
Joseph Breitkopf-Cosel, gebürtig Joseph Franz Johann Breitkopf, war Sohn eines Windmüllers. Zuerst lernte er in Gleiwitz an der kirchlichen Kunstwerkstätte der Münchener Schule. Danach begann er ein Kunststudium in Berlin. Ab 1900 war er für drei Jahre Lehrer an der Kunstgewerbeschule in Charlottenburg. Als Ehrenmitglied des Oberschlesischen Museums in Gleiwitz schenkte er diesem mehrere Werke. Zudem war er Mitglied des Bundes für bildende Kunst in Oberschlesien.

## Werke
Breitkopf-Cosel entwarf den Jubiläumsbrunnen von Waidmannslust (1925). Seine Marmorskulptur „Letzte Zuflucht“ wurde 1906 bei der Grossen Berliner Kunst-Ausstellung gezeigt. Nach seinem Tod kam sie als sein Grabmonument auf den Friedhof der St.-Matthias-Gemeinde. Außerdem schuf er im Auftrag der preußischen Regierung für die Kgl. Taubstummenanstalt in Neukölln das Hochrelief „Erleuchtung“ und für das Gymnasium Spandau die figürlichen Gruppen „Gelehrsamkeit“ und „Weltkunde“ sowie im Ersten Weltkrieg den Entwurf für die eiserne Medaille Militärische Vorbereitung der Jugend.
Weitere Werke:
- Bronzeskulptur eines Bahnarbeiters[6]
- David mit der Harfe
- Porträtplastik von Liszt
- Dante-Statuette aus Bronze
- Jünger zu Emmaus (Relief am Altar der St. Antonius-Kirche in Berlin-Oberschöneweide)
- Jubiläumsmedaille der Stadt Gleiwitz 1913
- Porträt-Plakette des Philologen Gustav Uhlig
- Singender Knabe
- Schalmeienbläser
- Weltkunde
- Kinderbrunnen
- Gruppe Aller Anfang ist schwer
- Königin Luise, als Steinfigur an der Königin-Luise-Kirche in Berlin-Waidmannslust, das Modell erhielt das Museum in Gleiwitz
- Ehrendenkmal auf dem Hohen Peißenberg in Oberbayern
- Schalmeienbläserbrunnen in Hirschberg
- Sowie Werke in Breslau, Tarnowitz, Festenberg und Darmstadt